# Bourheim
Bourheim is een plaats in de Duitse gemeente Jülich, deelstaat Noordrijn-Westfalen, en telt 802 inwoners (2011).